# Посёлок Сокольского лесничества
Сокольского лесничества — поселок в Мамадышском районе Татарстана. Входит в состав Сокольского сельского поселения.

## География
Находится в центральной части Татарстана на расстоянии приблизительно 19 км на юг-юго-восток по прямой от районного центра города Мамадыш на правом берегу Камы.

## История
Основан в 1940-х годах. Работал лесхоз и ООО «Сокольское лесничество».

## Население
Постоянных жителей было: в 1989 году — 108, в 2002 году 64 (русские 62 %, татары 34 %), в 2010 году 42.